# Hungerford, Texas
Hungerford là một nơi ấn định cho điều tra dân số (CDP) thuộc quận Wharton, tiểu bang Texas, Hoa Kỳ. Năm 2010, dân số của nơi này là 347 người.